# Linton (Indiana)
Linton – miasto w Stanach Zjednoczonych, w stanie Indiana, w hrabstwie Greene.